# Salvia hydrangea
Salvia hydrangea là một loài thực vật có hoa trong họ Hoa môi. Loài này được DC. ex Benth. miêu tả khoa học đầu tiên năm 1835.